# Astragalus galactites
Astragalus galactites es una especie de planta del género Astragalus, de la familia de las leguminosas, orden Fabales.

## Distribución
Astragalus galactites se distribuye por Siberia, Mongolia y China.

## Taxonomía
Fue descrita científicamente por Pall. Fue publicada en Sp. Astragal. 85 (1800).